# Renner Corner
Renner Corner – jednostka osadnicza w Stanach Zjednoczonych, w stanie Dakota Południowa, w hrabstwie Minnehaha.